# Xian de Shucheng
Le xian de Shucheng (舒城县 ; pinyin : Shūchéng Xiàn) est un district administratif de la province de l'Anhui en Chine. Il est placé sous la juridiction de la ville-préfecture de Lu'an.

## Démographie
La population du district était de 977 729 habitants en 1999.